# Lasne (rivière)
Pour les articles homonymes, voir Lasne.
Pour les articles ayant des titres homophones, voir LAN et Lane.
La Lasne (Laan en néerlandais) est une rivière de Belgique, affluent de la Dyle faisant partie du bassin versant de l'Escaut. Elle coule dans le Brabant wallon et le Brabant flamand.

## Parcours
La Lasne prend sa source près de Plancenoit, arrose les localités de Couture-Saint-Germain, Lasne, Rixensart (où elle passe près du lac de Genval), Overijse et Huldenberg en Brabant flamand, où elle rejoint la Dyle, sous-affluent de l’Escaut par le Rupel.

## Affluents
- L'Argentine
- Le Smohain